# Carlo Macchini
Carlo Macchini (Ancona, 5 de mayo de 1996) es un deportista italiano que compite en gimnasia artística. Ganó una medalla de plata en el Campeonato Europeo de Gimnasia Artística de 2023, en la prueba de barra fija.

## Palmarés internacional
| Campeonato Europeo | Campeonato Europeo | Campeonato Europeo | Campeonato Europeo |
| Año                | Lugar              | Medalla            | Prueba             |
| ------------------ | ------------------ | ------------------ | ------------------ |
| 2023               | Antalya (Turquía)  | Medalla de plata   | Barra fija         |